# Mogilno
Mogilno [mɔˈɟilnɔ] ist eine Stadt in der polnischen Woiwodschaft Kujawien-Pommern und ist Sitz des Powiat Mogileński und der gleichnamigen Stadt-und-Land-Gemeinde mit fast 25.000 Einwohnern.

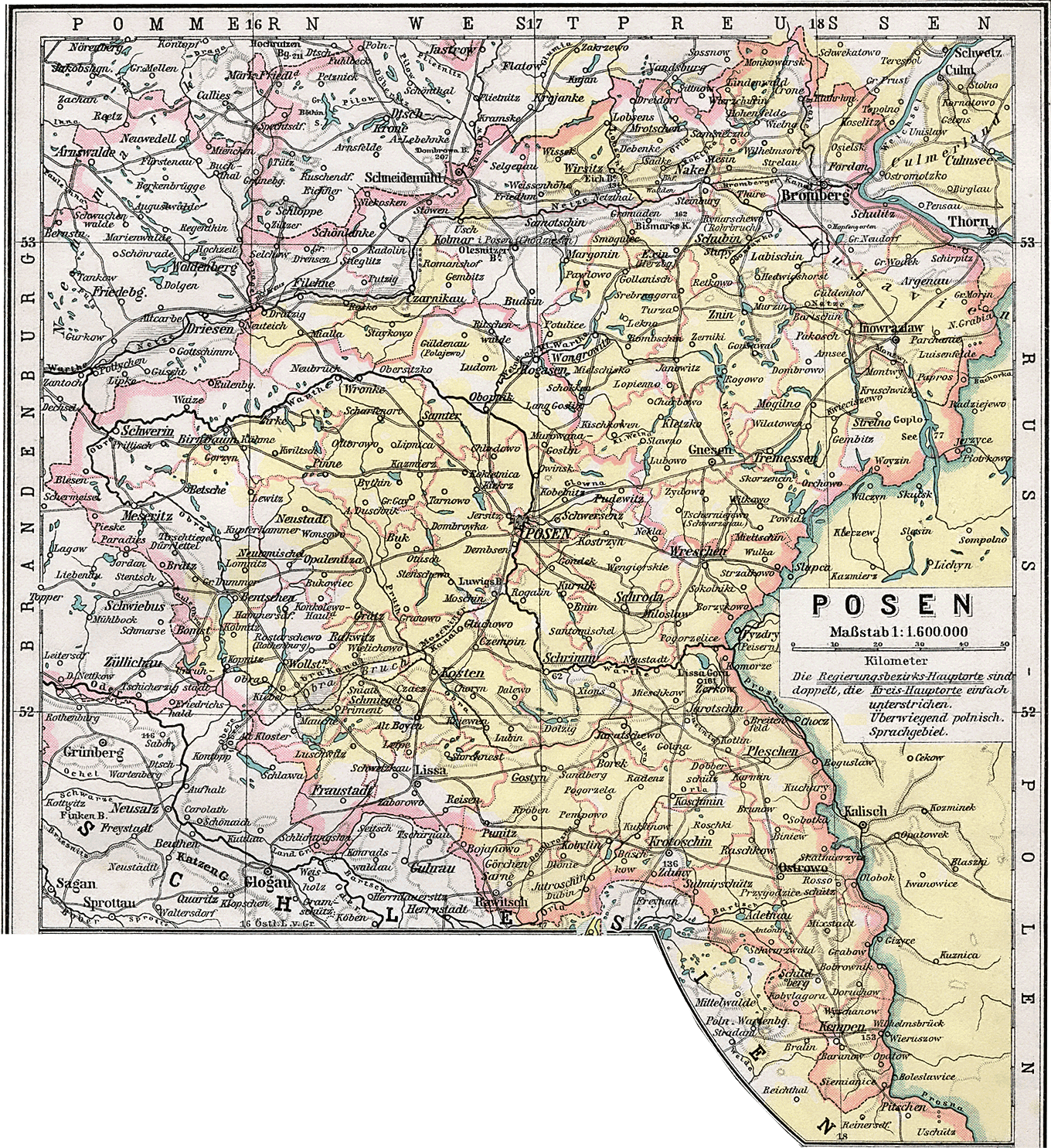
Mogilno nordöstlich der Städte Posen und Gnesen sowie südwestlich der Stadt Bromberg auf einer Landkarte der Provinz Posen von 1905 (gelb markierte Flächen kennzeichnen Gebiete mit seinerzeit mehrheitlich polnischsprachiger Bevölkerung)

## Geographische Lage
Mogilno liegt in der historischen Region Westpreußen am Mogilnoer See, südlich des Wiecanowoer Sees, etwa 50 Kilometer südlich der Stadt Bromberg und etwa 30 km nordöstlich von Gniezno (Gnesen).

## Geschichte
Der Ort geht auf eine Siedlung zurück, die im 8./9. Jahrhundert auf einem Hügel in der Nähe des Sees entstand. Im 11. Jahrhundert wurde hier das Kloster Mogilno, eine Benediktinerabtei, gegründet. Um dem Kloster aufzuhelfen, gestattete König Władysław II. Jagiełło im Jahr 1398 es ihm, aus dem dabei befindlichen Dorf Mogilno eine Stadt nach deutschem Magdeburger Recht zu machen.
In der Ersten Teilung Polens kam auch Mogilno zu Preußen, wo es bis 1919 verblieb.
Im Jahr 1773 endeten die Besitzrechte der Mönche auf den Ort. Um das Jahr 1783 hatte das Dorf 84 Feuerstellen, von denen aber nach dem Brand von 1777 noch einige wüst lagen. Das Benediktinerkloster wurde 1833 aufgehoben.  Anfang des 20. Jahrhunderts hatte die Kreisstadt eine evangelische und zwei katholische Kirchen und Stärke- sowie Ölfabrikation.
Nach dem Ersten Weltkrieg musste die  Stadt aufgrund der Bestimmungen des Versailler Vertrags 1919 an Polen abgetreten werden. Im Zweiten Weltkrieg war die Region von der deutschen Wehrmacht besetzt.
Der Kreis Mogilno, Provinz Posen, der 1818 eingerichtet worden war, wurde 1975 aufgelöst, aber im Rahmen der Verwaltungsreform 1999 wieder eingerichtet.

Ortsbilder
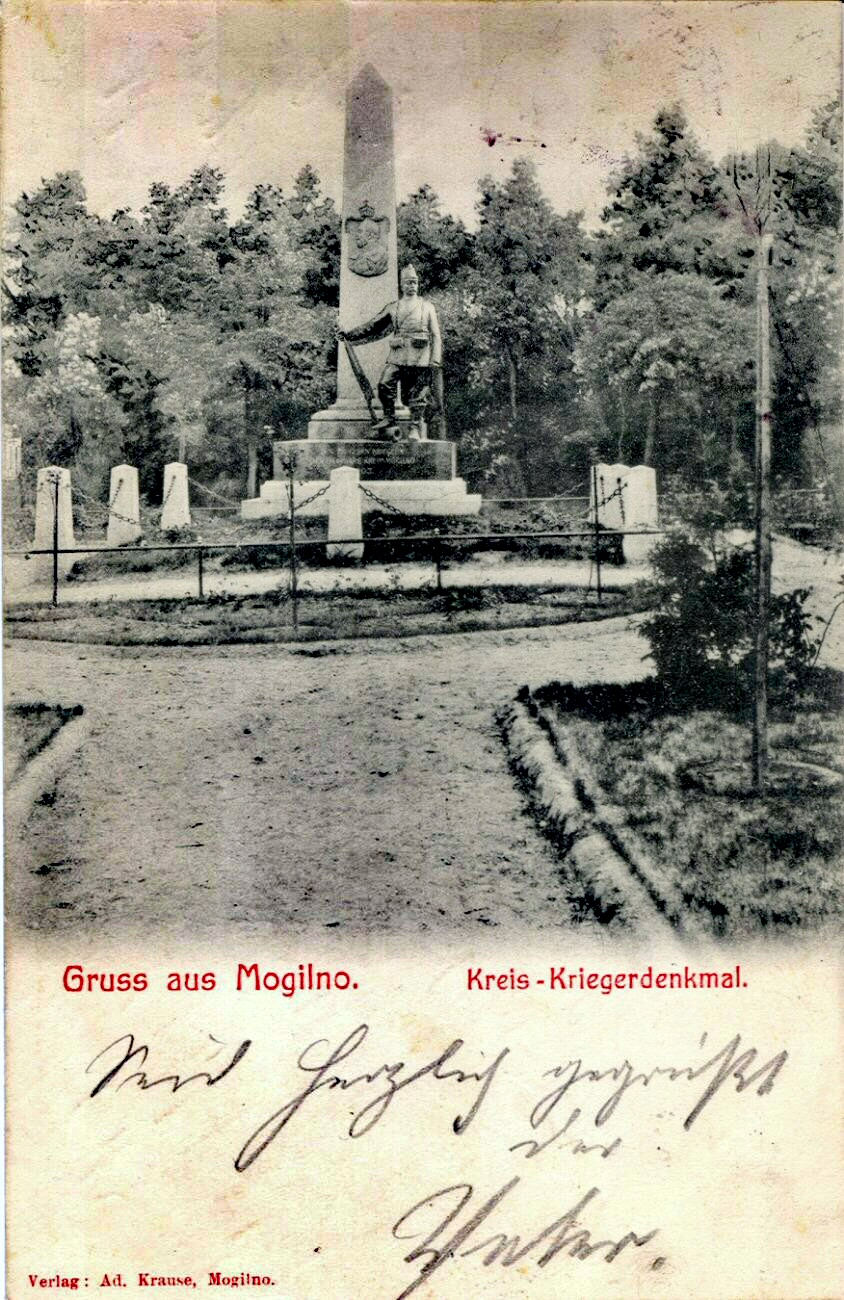
Mogilno: Das Kreis-Kriegerdenkmal 1870/71 (errichtet 1903) mit einem Reliefmedaillon Kaiser Wilhelms I.; vor dem Obelisk steht ein preußischer Jäger mit Gewehr.
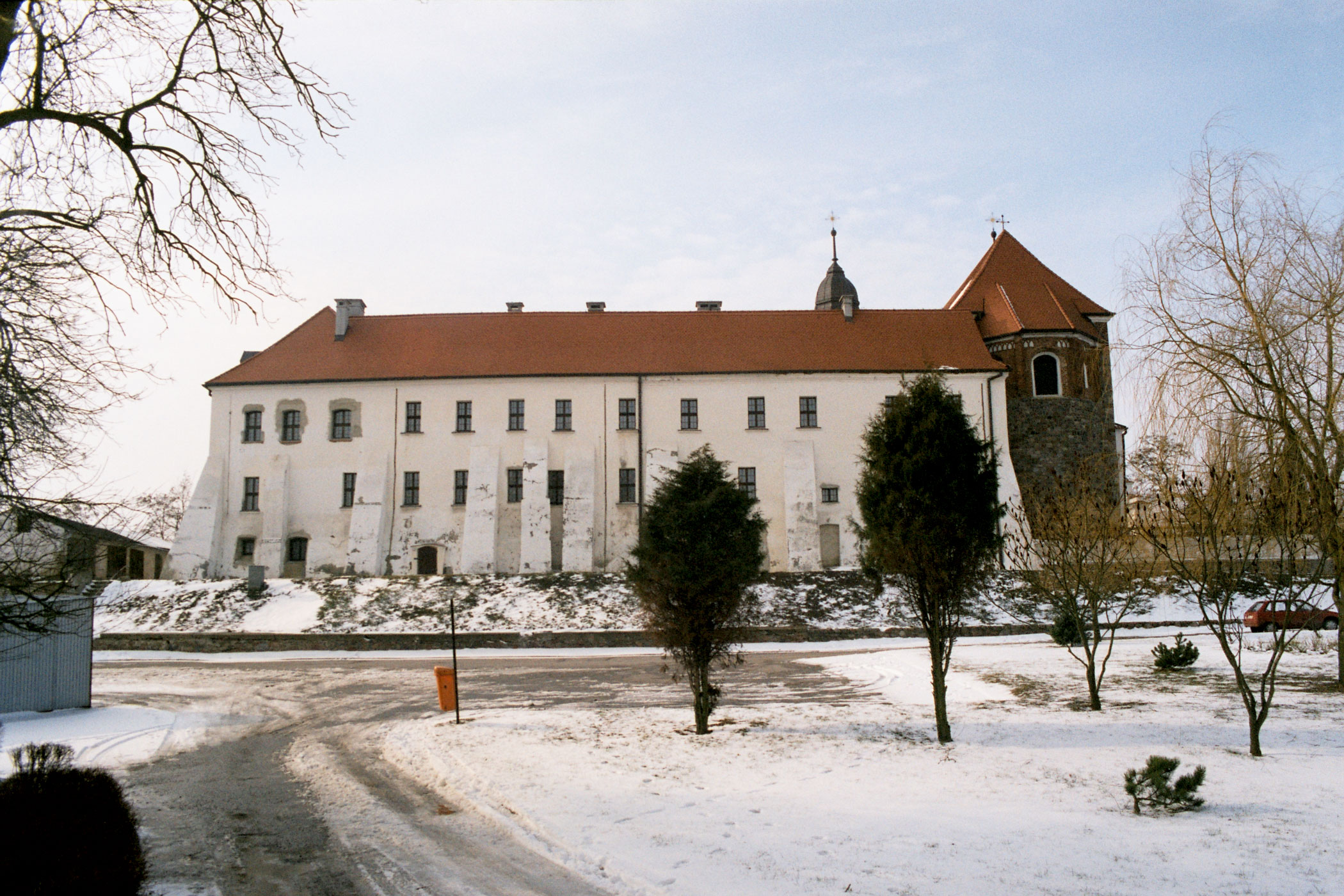
Kloster Mogilno
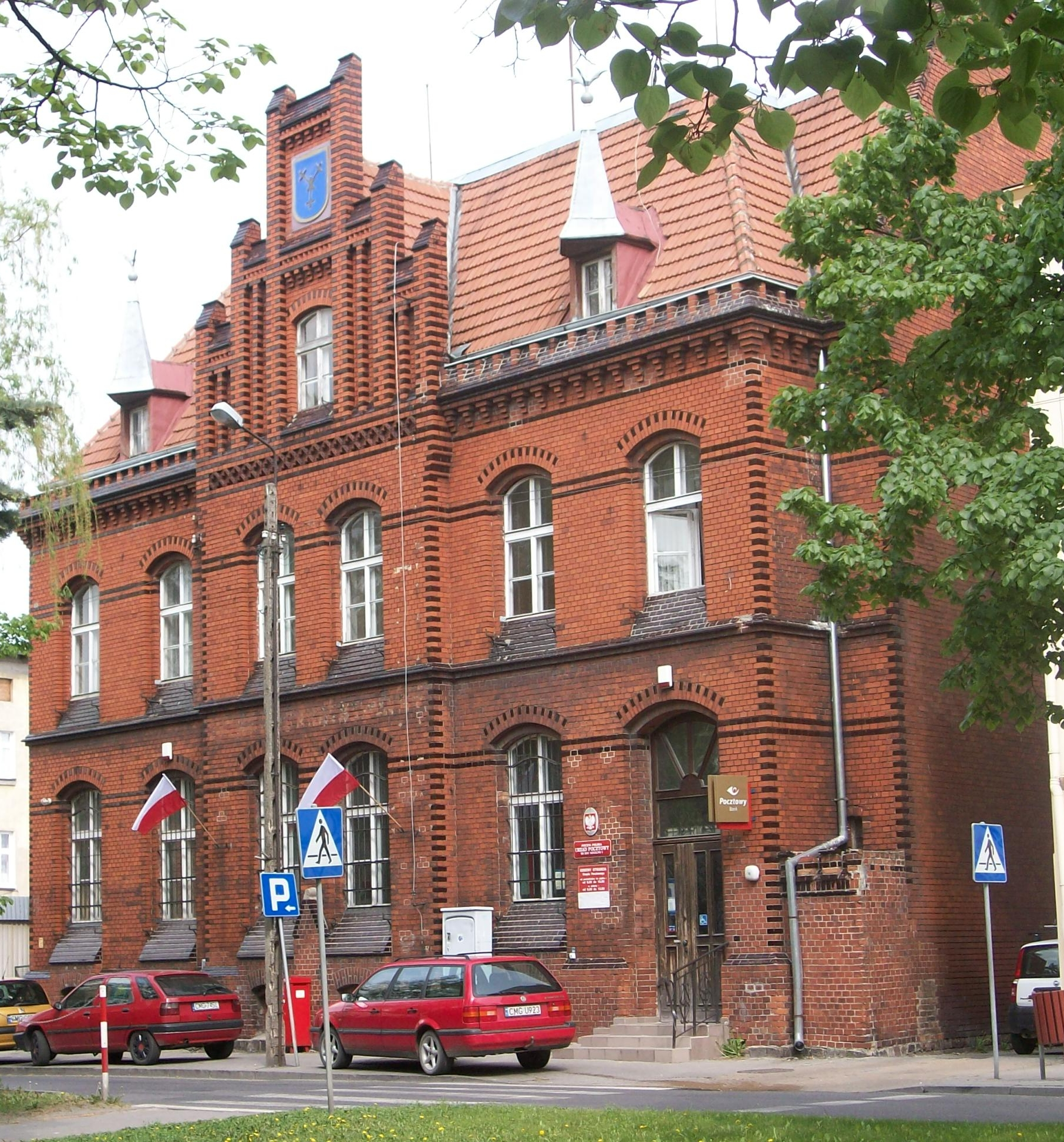
Postamt
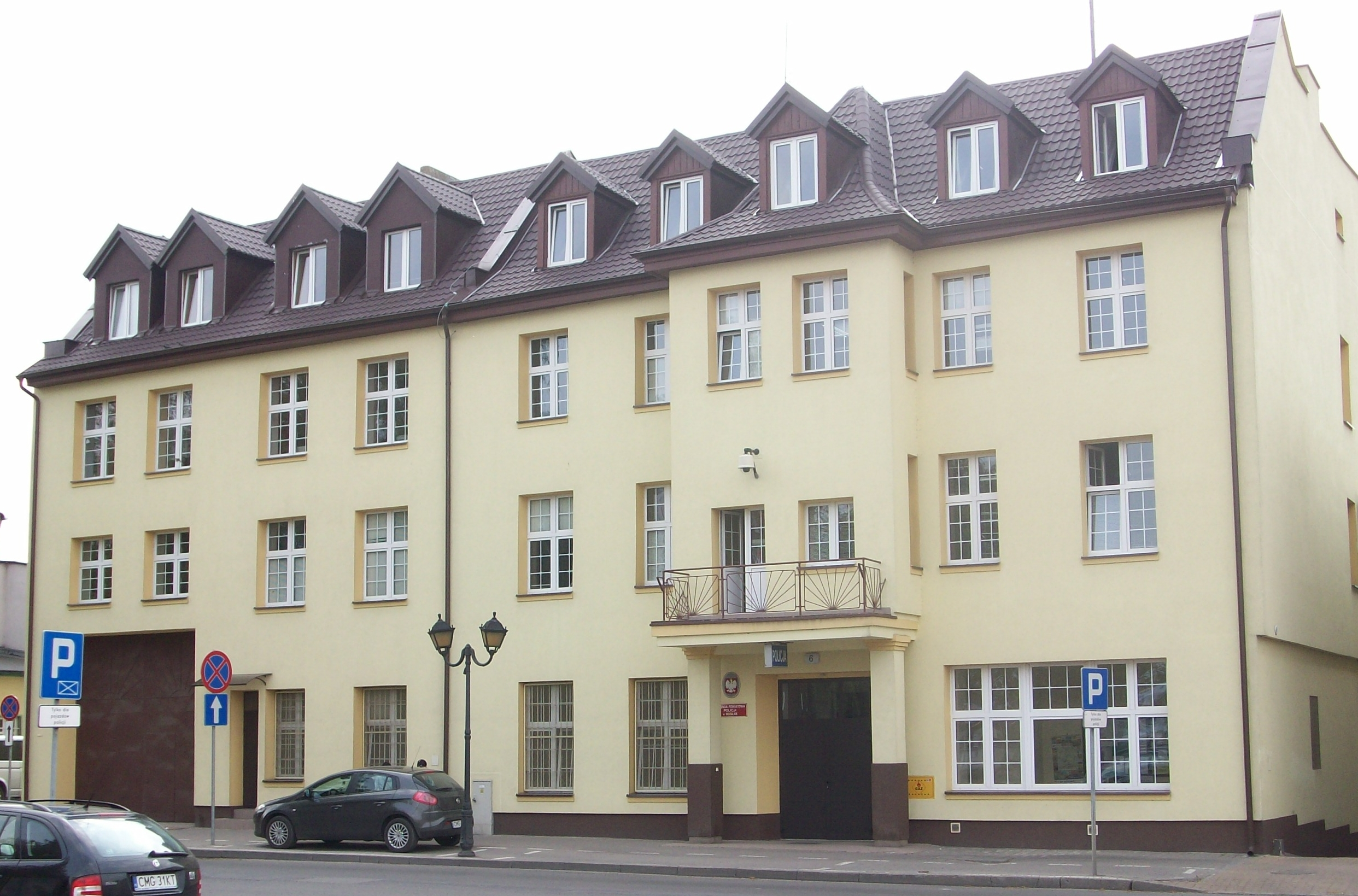
Kreispolizeipräsidium

## Demographie
| Jahr | Einwohner | Anmerkungen |
| ---- | --------- | --- |
| 1780 | 0441      | [ 2 ] |
| 1783 | 0465      | überwiegend Polen, darunter 16 deutsche evangelische Familien |
| 1788 | 0597      | in 78 Häusern |
| 1802 | 0719      | [ 5 ] |
| 1816 | 0705      | 239 Evangelische, 434 Katholiken und 32 Juden; nach anderen Angaben nur noch 67 Feuerstellen (Haushaltungen) und 586 Einwohner, darunter 179 Lutheraner und 33 Juden, im Kloster 17 Benediktiner  |
| 1821 | 0765      | in 93 Häusern |
| 1826 | 0800      | in 93 Häusern |
| 1837 | 1363      | [ 1 ] |
| 1843 | 1503      | [ 1 ] |
| 1858 | 1418      | [ 1 ] |
| 1861 | 1479      | [ 1 ] |
| 1875 | 2095      | [ 7 ] |
| 1880 | 2464      | [ 7 ] |
| 1890 | 3148      | davon 903 Evangelische, 2040 Katholiken und 205 Juden |
| 1905 | 4280      | meist Katholiken, davon 1081 Evangelische und 148 Juden |
| 1910 | 4684      | am 1. Dezember, davon 1501 Einwohner mit deutscher Muttersprache (1185 Evangelische, 153 Katholiken, 15 sonstige Christen, 148 Juden) und 3156 mit polnischer Muttersprache (sämtlich Katholiken) |

## Gemeinde
Zur Stadt-und-Land-Gemeinde (gmina miejsko-wiejska) Mogilno gehören die Stadt und 31 Dörfer mit Schulzenämtern.

## Partnerschaften
- Brody, Ukraine seit 2008
- Engelskirchen, Deutschland seit 2012

## Verkehr
Die Stadt liegt an der Bahnstrecke Poznań–Toruń. Früher zweigten in Mogilno Strecken nach Barcin (mit einem Bahnhof im Gemeindeteil Wszedzień), nach Inowrocław (mit Bahnhöfen in den Gemeindeteilen Szczeglin und Kunowo) und nach Orchowo (mit Bahnhöfen in den Gemeindeteilen Kwieciszewo, Gębice und Procyń) ab.

## Persönlichkeiten
- Viktor Kühne (1857–1945), General der Artillerie
- Walter Wreszinski (1880–1935), Ägyptologe, Professor in Königsberg
- Kurt Lewin (1890–1947), Pionier der Psychologie, insbesondere der Sozialpsychologie
- Hieronim Feicht (1894–1967), Musikwissenschaftler
- Jacek Namieśnik (1949–2019), Ingenieur, Chemiker und Professor
- Krzysztof Kłosowski (* 1975), Politiker und Unternehmer.